# Episodi di Justice (serie televisiva 1971) (seconda stagione)
La seconda stagione della serie televisiva Justice è stata trasmessa in anteprima nel Regno Unito dalla ITV tra il 9 febbraio 1973 e il 4 maggio 1973.
| nº | Titolo originale                  | Titolo italiano | Prima TV Regno Unito | Prima TV Italia |
| -- | --------------------------------- | --------------- | -------------------- | --------------- |
| 1  | Conspiracy                        |                 | 9 febbraio 1973      |                 |
| 2  | Malicious Damage                  |                 | 16 febbraio 1973     |                 |
| 3  | A Libel Among Friends             |                 | 23 febbraio 1973     |                 |
| 4  | The Whole Truth?                  |                 | 2 marzo 1973         |                 |
| 5  | One for the Road                  |                 | 9 marzo 1973         |                 |
| 6  | Divorce                           |                 | 16 marzo 1973        |                 |
| 7  | After All, What Is a Lie?         |                 | 23 marzo 1973        |                 |
| 8  | Harriet Peterson Versus Dr. Moody |                 | 30 marzo 1973        |                 |
| 9  | For Those in Peril                |                 | 6 aprile 1973        |                 |
| 10 | Dummy Scoular Against the Crown   |                 | 13 aprile 1973       |                 |
| 11 | Nobody's That Good                |                 | 20 aprile 1973       |                 |
| 12 | Covenant for Quiet Enjoyment      |                 | 27 aprile 1973       |                 |
| 13 | Trespass to the Person            |                 | 4 maggio 1973        |                 |